# David Reutimann
David Reutimann (* 2. März 1970 in Zephyrhills, Florida) ist ein ehemaliger US-amerikanischer NASCAR-Rennfahrer.

## Karriere

### Frühe Jahre
David Reutimann wurde als Sohn des früheren NASCAR-Fahrers Emil Lloyd "Buzzie" Reutimann (* 1941) geboren.
Er begann seine Karriere in Dirt Track Modifieds und Late Models auf kleinen Ovalen in seine Heimat Florida. Im Jahre 1997 wechselte er zur Slim Jim All Pro Series, einer ehemaligen Amateur-Rennserie der NASCAR, welche Rennen im Südwesten der USA veranstaltete. Er kam achtmal in die Top 10 und wurde Fünfter in der Gesamtwertung. Seine Leistungen brachten ihm den „Rookie of the Year Award“ als bester Anfänger des Jahres ein. Im darauf folgenden Jahr gewann er den „Sportsmanship Award“. Nach einigen durchschnittlichen Jahren feierte Reutimann im Jahre 2002 einige Rennsiege und wurde Zweiter in der Gesamtwertung.
Diese Leistungen blieben auch in höheren NASCAR-Divisionen nicht unbemerkt und so kam David Reutimann 2002 im Hardee’s 250 auf dem Richmond International Raceway in Richmond, Virginia zu seinem Busch-Grand-National-Series-Debüt bei NEMCO Motorsports. Er beendete das Rennen auf dem 16. Platz. Auch 2003 fuhr er noch für NEMCO Motorsports in der Busch Grand National Series und überzeugte des Öfteren. Außerdem schaffte er es als Ersatzfahrer beim Kroger On Track For The Cure 250 im Memphis Motorsports Park, den Ford von Greg Biffle auf der Pole-Position zu platzieren. Kurz darauf sagte er im Fernsehen, dass er auf der Suche nach einem dauerhaften Platz in der NASCAR sei.

### Craftsman Truck Series
Im Jahre 2004 unterzeichnete Reutimann einen Vertrag mit Darrell Waltrip Motorsports, der ihm die Chance gab, den Toyota-Truck mit der Startnummer 17 in der Craftsman Truck Series zu fahren. Gleich in seiner ersten Saison startete er zweimal von der Pole-Position und holte insgesamt zehn Top-10-Platzierungen. Er beendete die Saison auf dem 14. Platz der Gesamtwertung und wurde mit dem Rookie of the Year Award ausgezeichnet. Im Jahre 2005 konnte Reutimann seinen ersten Sieg in der Craftsman Truck Series im Toyota Tundra 200 auf dem Nashville Superspeedway in Nashville, Tennessee feiern. Er beendete die Saison auf dem 13. Rang der Gesamtwertung. Auch 2006 fuhr David Reutimann für Darrell Waltrip Motorsports in der Craftsman Truck Series und lieferte konstant gute Ergebnisse ab. In der Gesamtwertung belegte er den dritten Platz mit 3530 Punkten hinter Johnny Benson mit 3539 Punkten und Todd Bodine mit 3666 Punkten.
Aufgrund seiner guten Leistungen bekam er auch eine Chance in der NASCAR Busch Series anzutreten. Dort fand er einen Platz beim Team von Michael Waltrip, dem Bruder von Darrell Waltrip, in dessen Truck-Team er aktiv war. Im Oktober 2006 gab Michael Waltrip bekannt, dass David Reutimann in der Saison 2007 den vollen Rennkalender des NASCAR Nextel Cup und der NASCAR Busch Series für sein Team, Michael Waltrip Racing, fahren werde. Im Nextel Cup sollte er den Toyota mit der Nummer 00 fahren. Die #00 war über viele Jahre die Nummer seines Vaters Buzzie Reutimann, der in den 1970er-Jahren als herausragender Dirt-Track-Rennfahrer bekannt wurde.

### Seit 2007
In der NASCAR-Nextel-Cup-Saison 2007 qualifizierte sich David Reutimann für 26 der insgesamt 36 Rennen, in den beiden Straßenkursrennen wurde er aufgrund fehlender Erfahrung durch P. J. Jones ersetzt. Seine beste Endplatzierung war ein 13. Platz im Chevy Rock and Roll 400 auf dem Richmond International Raceway. Oftmals befand er sich in aussichtsreicher Position, doch das unterdurchschnittliche Material und technischen Probleme verhinderten bessere Platzierungen.
In der Busch Series zeigte David Reutimann in der Saison 2007 mehrmals gute Leistungen. Am 27. Oktober 2007 gewann er das Sam’s Town 250 im Memphis Motorsports Park, dabei führte er in 194 der insgesamt 250 Runden. In der Gesamtwertung reichte es zu Platz zwei.
Im Oktober 2007 wurde im Zuge eines Nextel-Cup-Rennens in Concord, North Carolina bekannt gegeben, dass Dale Jarrett seine Karriere in der Saison 2008 beenden werde und das David Reutimann ab dem sechsten Rennen der Saison die #44, die Dale Jarrett zuvor fuhr, pilotieren werde. Die ersten fünf Rennen der Saison absolvierte Reutimann in der #00. Auch in der Nationwide Series, der ehemaligen Busch Series, war er wieder aktiv mit dem Ziel, den Titel zu holen.
In der Saison 2008 gelangen Reutimann einige Achtungserfolge. Insbesondere im letzten Saisondrittel wusste er zu überzeugen. Im Chevy Rock & Roll 400 auf dem Richmond International Raceway führte er mehr als 100 Runden, kam jedoch nur als Neunter ins Ziel. In der Gesamtwertung reichte es zu Platz 22. In der Nationwide Series belegte Reutimann Rang sieben der Gesamtwertung. Zu Beginn der Saison 2009 hatte sich Michael Waltrip Racing in der NASCAR etabliert und Reutimann bekam konkurrenzfähigere Autos. Im Mai gewann er mit dem Coca-Cola 600 auf dem Lowe’s Motor Speedway sein erstes Sprint-Cup-Rennen. Er scheitere nur knapp an der Qualifikation zum Chase for the Sprint Cup und belegte am Saisonende Platz 16 der Gesamtwertung. Seit seinem Sieg auf dem Lowe’s Motor Speedway ist er einer von nur 20 Fahrern, denen es gelang, in allen drei Top-Division der NASCAR mindestens ein Rennen zu gewinnen. Am 20. Juni 2010 gewann er das LifeLock.com 400 auf dem Chicagoland Speedway.

## Persönliches
David Reutimann lebt mit seiner Frau und seiner Tochter in Mooresville, North Carolina. Er ist Mitglied in der Berea Baptist-Kirche in Mooresville.

## Siege
- 2005: Toyota Tundra 200 auf dem Nashville Superspeedway in der Craftsman Truck Series
- 2007: Sam’s Town 250 im Memphis Motorsports Park in der Busch Series
- 2009: Coca-Cola 600 auf dem Lowe’s Motor Speedway im Sprint Cup
- 2010: LifeLock.com 400 auf dem Chicagoland Speedway im Sprint Cup